# مستحضرات التجميل الطبيعية
يلجأ معظم النساء الآن في الإمارات والدول الخليجية إلى مستحضرات التجميل الطبيعية  والتي لها مميزات مختلفة عن مستحضرات التجميل العادية ومن بعض مستحضرات التجميل الطبيعية الطحالب :اللوسيون والأقنعة المصنوعة من الطحالب مفيدة في تنشيط دوران الدم ويستعمل في حال الشحوب الشديد.
الأفوكادو :أقنعة الوجه المغذية للبشرة والمقاومة للشيخوخة وهو مهم لتنقية البشرة الذهنية.
الشوفان :تستعمل رقائق الشوفان على شكل قناع لمعالجة الشحوب وكذلك نصنع منه مستحضرات تجميل لمعالجة الأكزيما.
الجزر:غني بالفيتامينات ويعمل على مقاومة الالتهابات والأكسدة ويساعد على اكتساب السمرة يزيل البثور من الوجه ويعطبه النضارة. يجب عدم تقشير الجزر عند أكله لأن قشرته تحوي الكثير من العناصر الجيدة.
الخيار:ينقي الخيار البشرة ويستعمل خصوصا على البشرة الجافة والبشرة سريعة العطب.يفضل استعمال خيار الموسم.

## وصلات خارجية
- زهبة العروس